# ミトラ (オアハカ州)

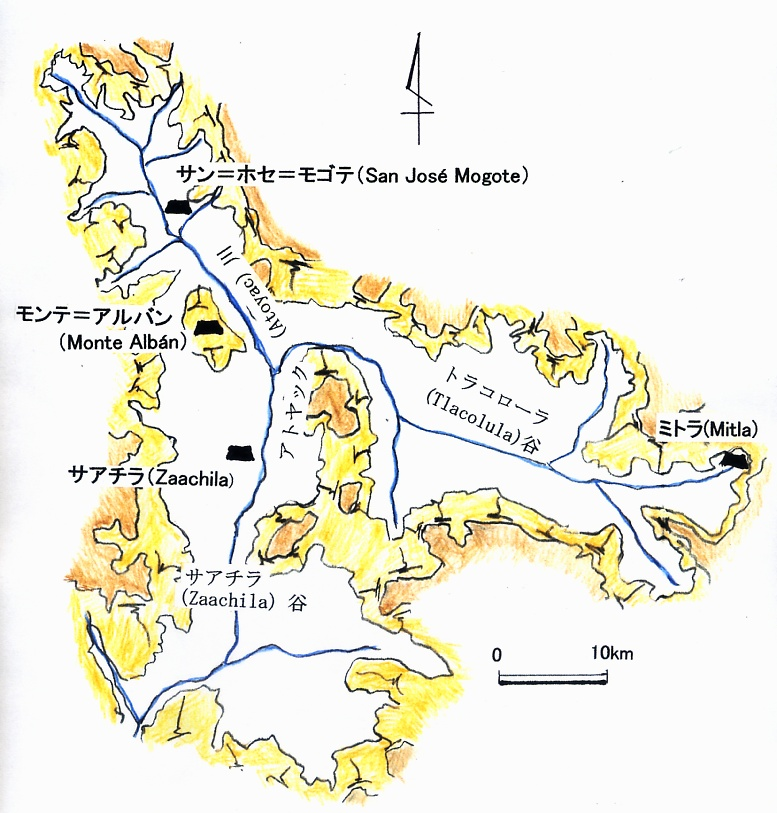
オアハカ盆地の遺跡位置図

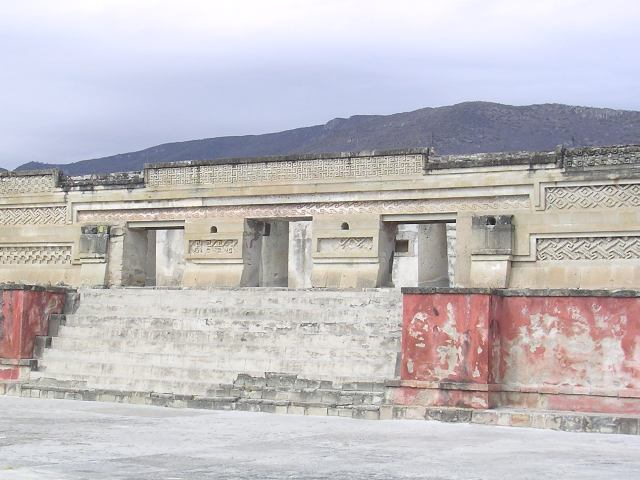
北の中庭の建物

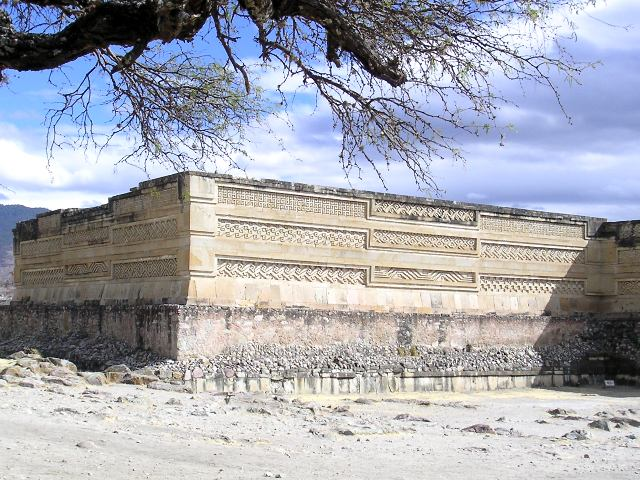
「円柱の建物群」の一部。壁面に階段状の雷文が見える。

ミトラは、メキシコのオアハカ州、オアハカ市の南東40km、タラコルラ(Tlacolula)河谷にある後古典期のサポテカ文化の遺跡。名称の由来は、ナワトル語の「ミクトラン」（死者の地）から来ている。モンテアルバンⅣ期（750年～1000年頃、あるいは後古典期前期900年～1200年頃）の遺跡とされてきたが、実際には、スペイン人が到着した後古典期後期にも機能していた。おぞましい儀式を目撃したとのスペイン人神父たちの記録も残っている。
ミトラの廃墟は、リオ＝グランデ＝デ＝ミトラ川をまたぐ岩場の斜面と丘陵の北側に位置している。ミトラの「市街地」および「祭祀センター」は、「円柱の建物群」と呼ばれるものをはじめとして5つの長方形の中庭を囲む細長い建物群で構成されている。
遺跡の南側には中庭を囲む建物の下から伸展葬で葬られた貴族の十字型の墓が発見された。よく知られている建物の構造は、内部は泥と石であり、外面は、丁寧に切り取られて加工された火山岩でおおって漆喰を塗っている。ミトラの建物の正面と出入口の枠には赤地の化粧漆喰の上に細かい石を組み合わせて階段状の雷文のような美しい幾何学文様が施された。いくつもの壁から壁をつなぐ角材のような石の柱で屋根を支えている。屋根は小さな石板に砂利をまぶして、全体を石膏で覆っている。屋根は雨水が中庭に落ちるようにゆるやかに傾斜させて造られている。
ミトラで最も目立つ文様である階段状の雷文は、最初は土器や建物の壁面に描かれたが、やがて建物や住居、墓の壁面を飾るモザイクに移行していった。ミトラの建物群は、在地産の石材を用いている。ミトラの建物群は、サポテカのものであったがミシュテカの絵文書のように宮殿の壁面が彩色されることがあった。